# Camporredondo (Luya)
Camporredondo, fundado como San Pedro de Cocochillo en 1901, es una localidad peruana, capital del distrito homónimo ubicado en la provincia de Luya en el departamento de Amazonas. Su nombre original fue cambiado cuando se elevó a capital del distrito de Camporredondo el 3 de noviembre de 1933, como homenaje a José Braulio del Camporredondo, un político, teólogo y conocedor de leyes chachapoyano que fue el principal gestor de la creación del departamento de Amazonas.
Geográficamente se encuentra flanqueado por una parte de la cordillera Central de los Andes; pues se halla en la parte baja del cerro Condorpuñuna. Está ubicado en una zona calurosa, a una distancia aproximada de 6 km del río Marañón.